# Riesewohld
Koordinaten: 54° 9′ 0″ N, 9° 12′ 40″ O

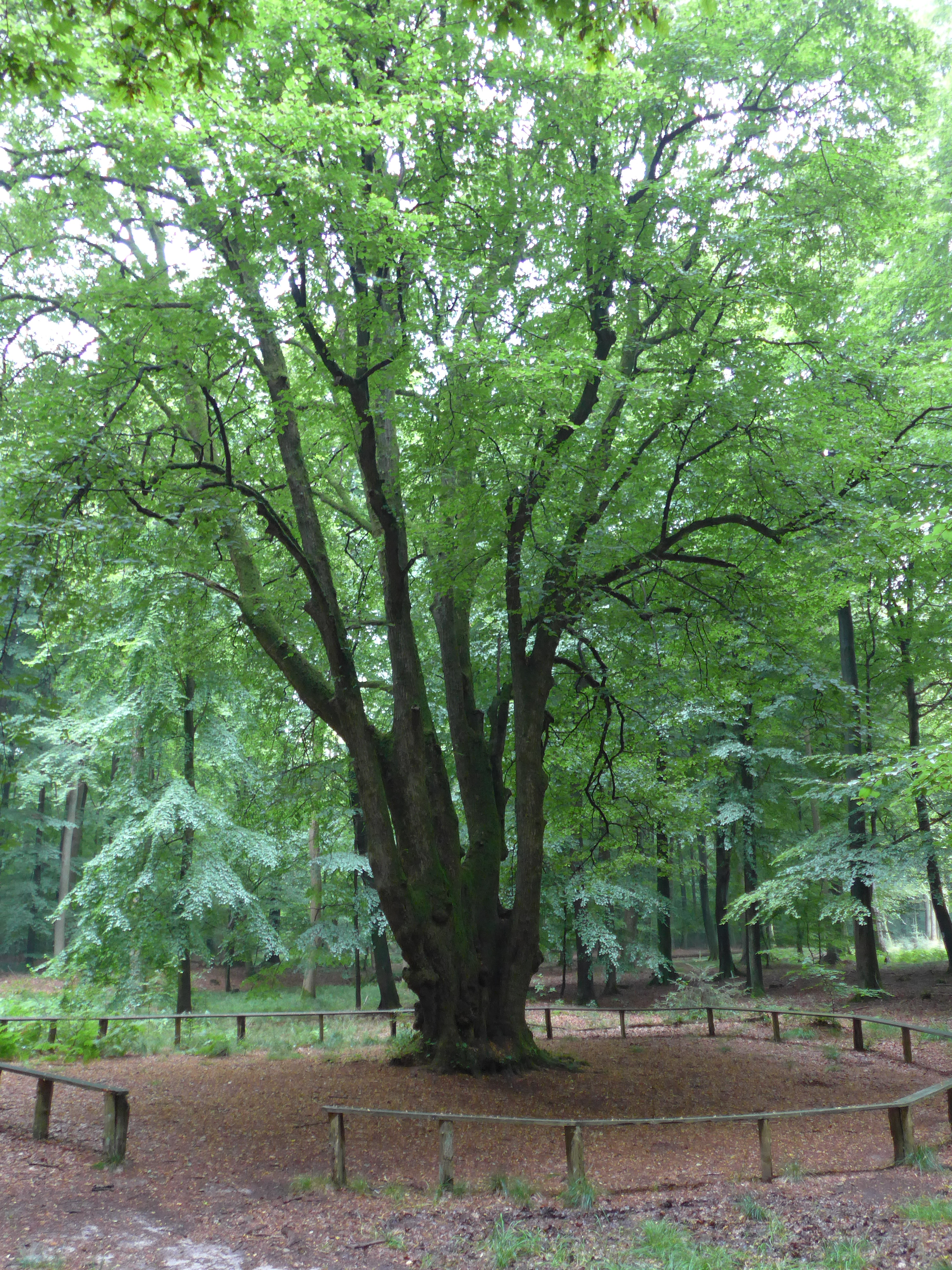
Die Fünffingerlinde (Naturdenkmal) im Riesewohld

Der Riesewohld ist ein rund 700 ha großes Waldgebiet im schleswig-holsteinischen Kreis Dithmarschen, der als baumärmster Kreis Deutschlands gilt. Der Wald befindet sich für deutsche Verhältnisse noch ungewöhnlich nahe am Zustand eines echten Urwaldes. Große Teile stehen als FFH-Gebiet DE-1821-391 Riesewohld und angrenzende Flächen unter Naturschutz.

## Geschichte und Vegetation
Der Riesewohld liegt überwiegend im Gebiet der Gemeinde Odderade und ist das größte zusammenhängende Waldgebiet Dithmarschens. Er zeigt, ebenso wie seine Umgebung, Zeugnisse einer Besiedlung während der Stein- und Bronzezeit auf. Mittels Pollenanalyse fanden  Experten heraus, dass sich Zusammensetzungen aus dieser Zeit erhalten haben. Der Riesewohld hat eine lange Geschichte als Nutzwald. In früheren Zeiten ließ man dort Tiere weiden und gewann durch Schneitelung Tierfutter und Einstreu. Als Bauernwald wurde der Riesewohld kleinparzellig bewirtschaftet; viele Parzellen wurden nur gelegentlich genutzt, andere gar nicht. Dadurch blieb das Gebiet noch vergleichsweise nah am natürlichen Zustand und weist von nährstoffarmen Flächen mit Eichenbeständen über mesotrophe mit Buchenbeständen bis zu lebermoosreichen Bruchwäldern nahezu alle Facetten eines mitteleuropäischen Urwaldes auf. Außer den Hauptbaumarten Buche, Stieleiche und Esche gibt es im Riesewohld Raritäten wie Flatter-Ulme und Winterlinde. So handelt es sich bei der als Naturdenkmal geschützten Fünffingerlinde um eine Winterlinde. Neben Schleswig-Holsteins vielseitigstem Bestand an seltenen Pilzarten finden sich seltene Waldblumen wie die Stängellose Primel, außerdem Farne, Schachtelhalme, Moose und Bärlappe. Der in der Heide-Itzehoer Geest gelegene Wald profitiert vom Steigungsregen der nahe gelegenen Nordsee und ist deshalb sehr wasserreich. In dem Gebiet gibt es zahlreiche Quellen.

## Bildergalerie

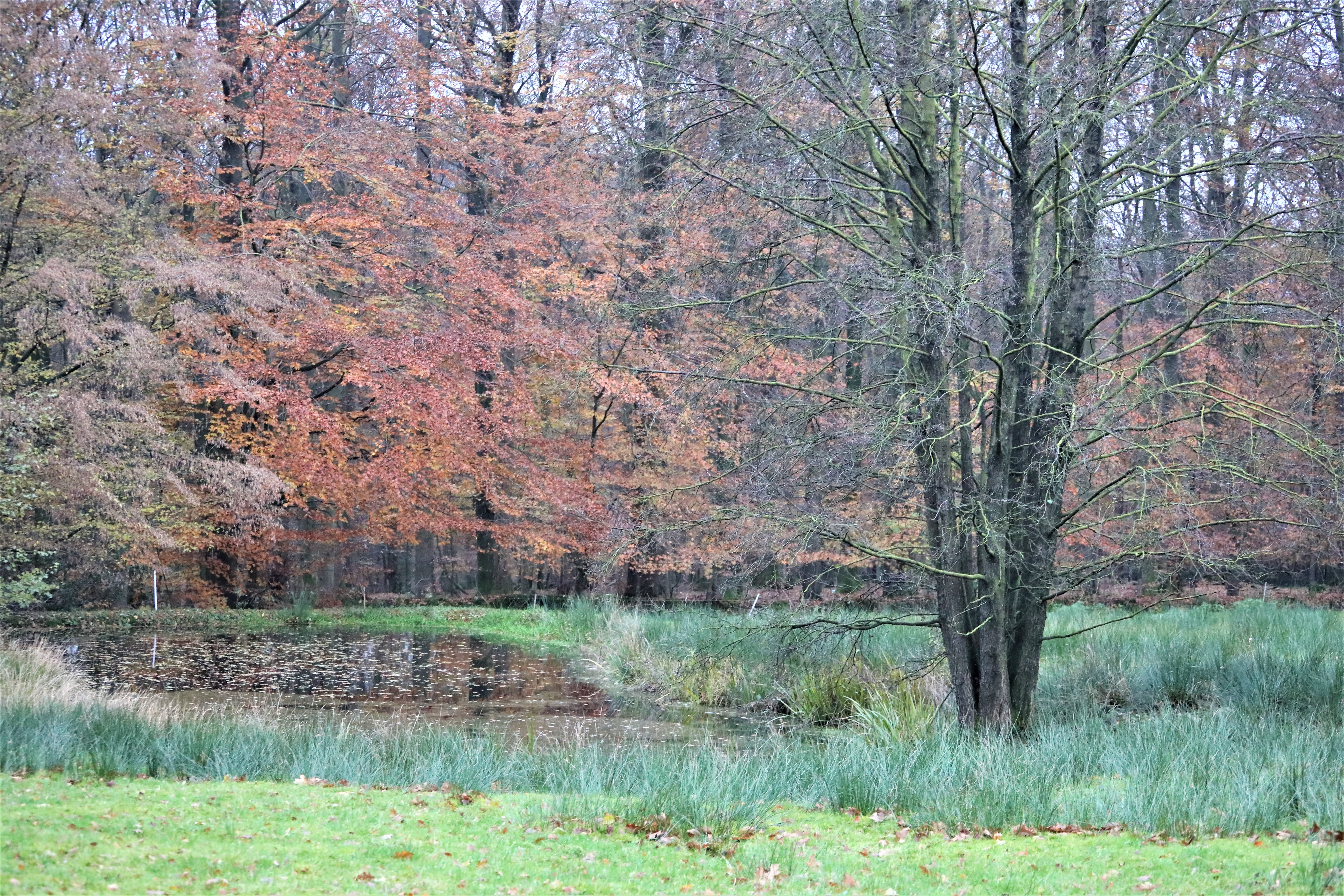
Naturlandschaft Riesewohld
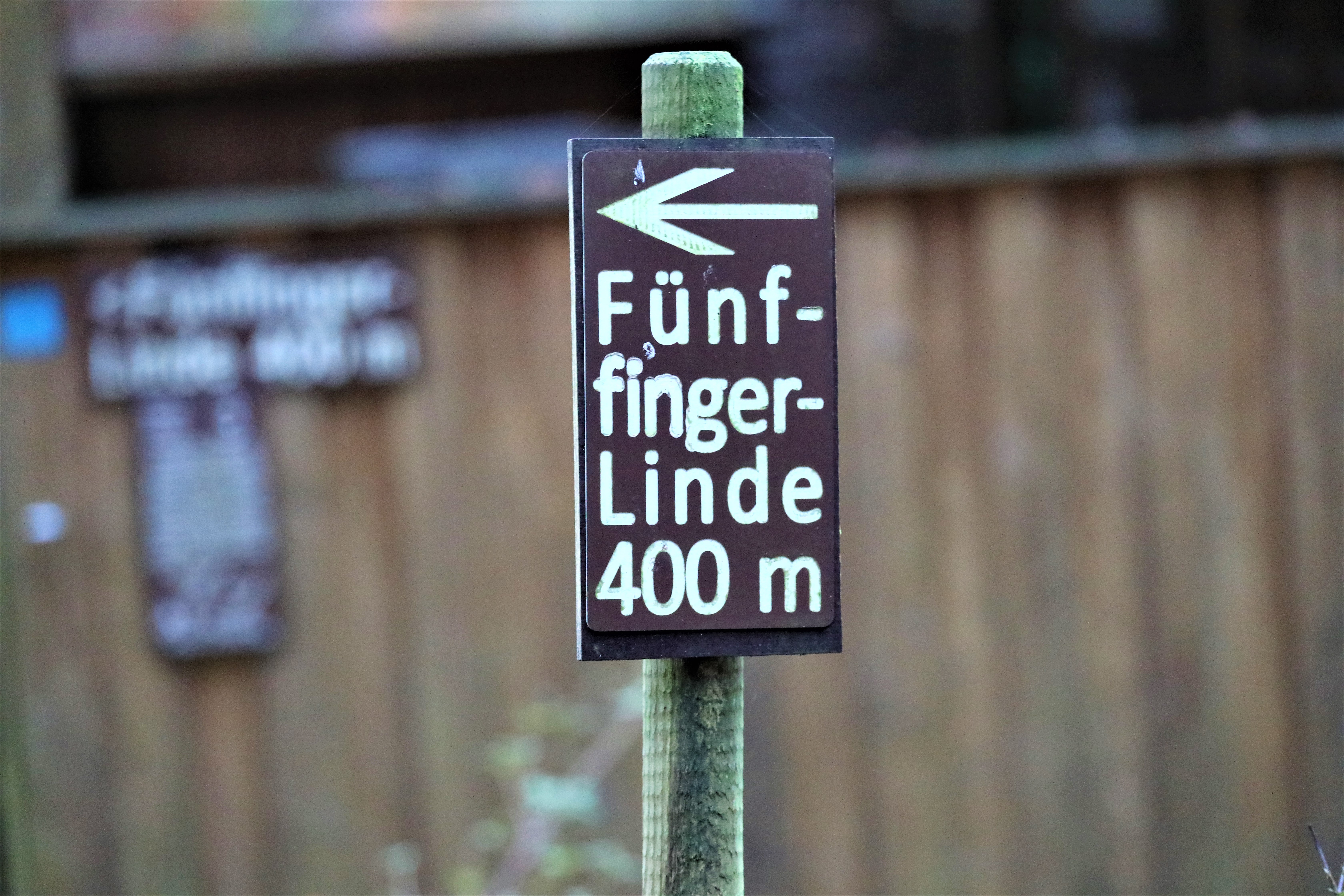
Hinweisschild zur Fünffingerlinde
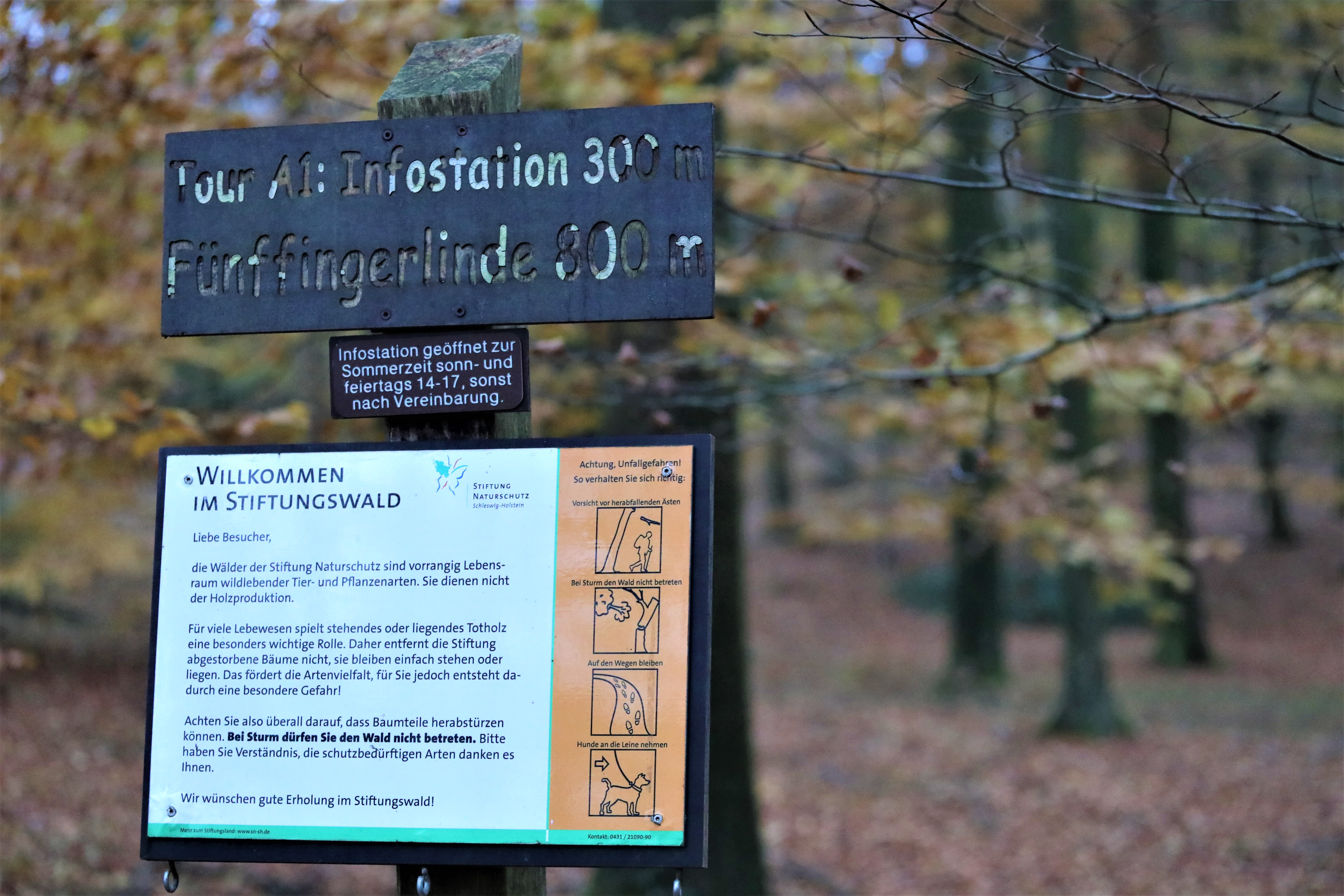
Informationsschild im Riesewohld
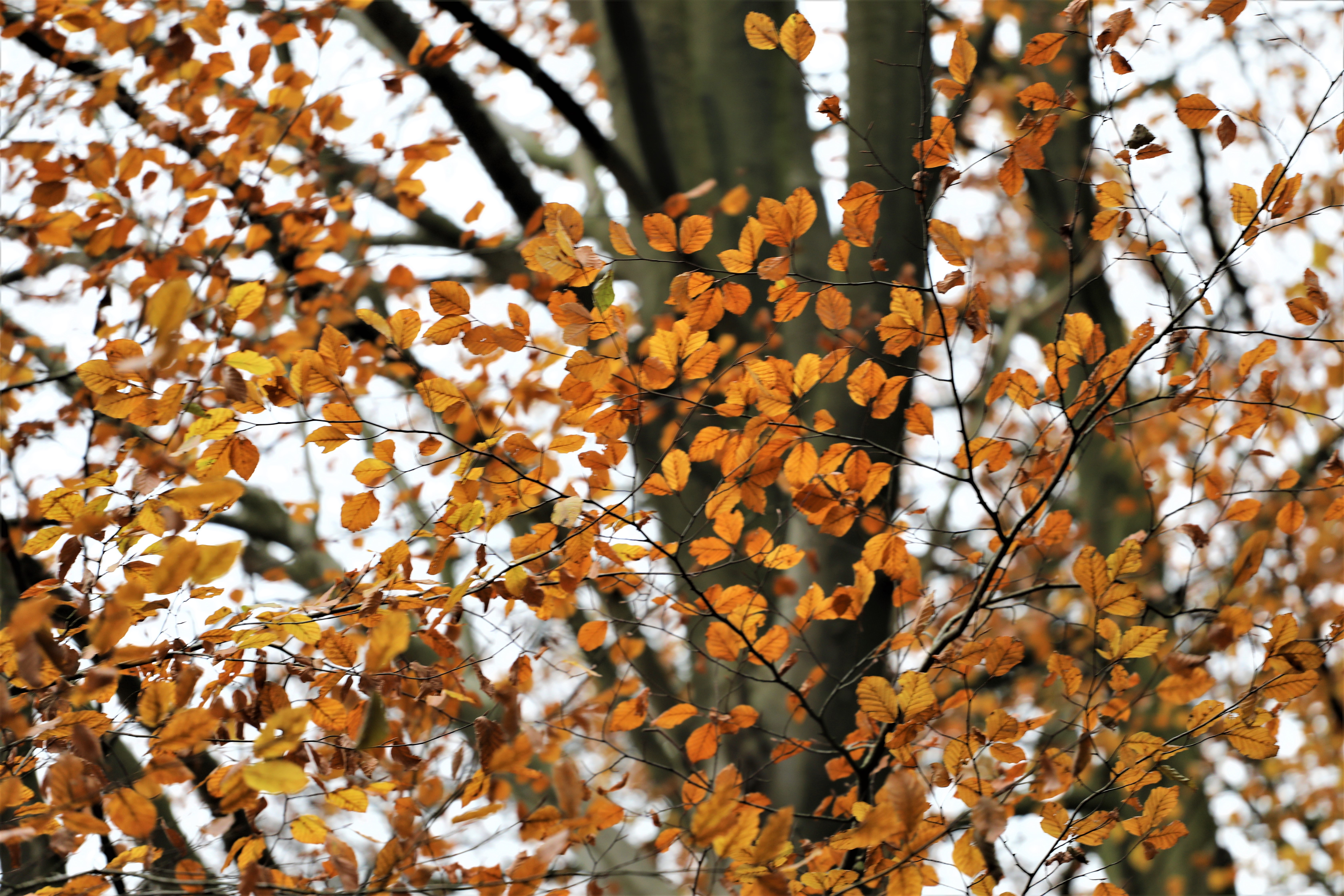
Baumarten des Riesewohlds